# Малопольский диалект

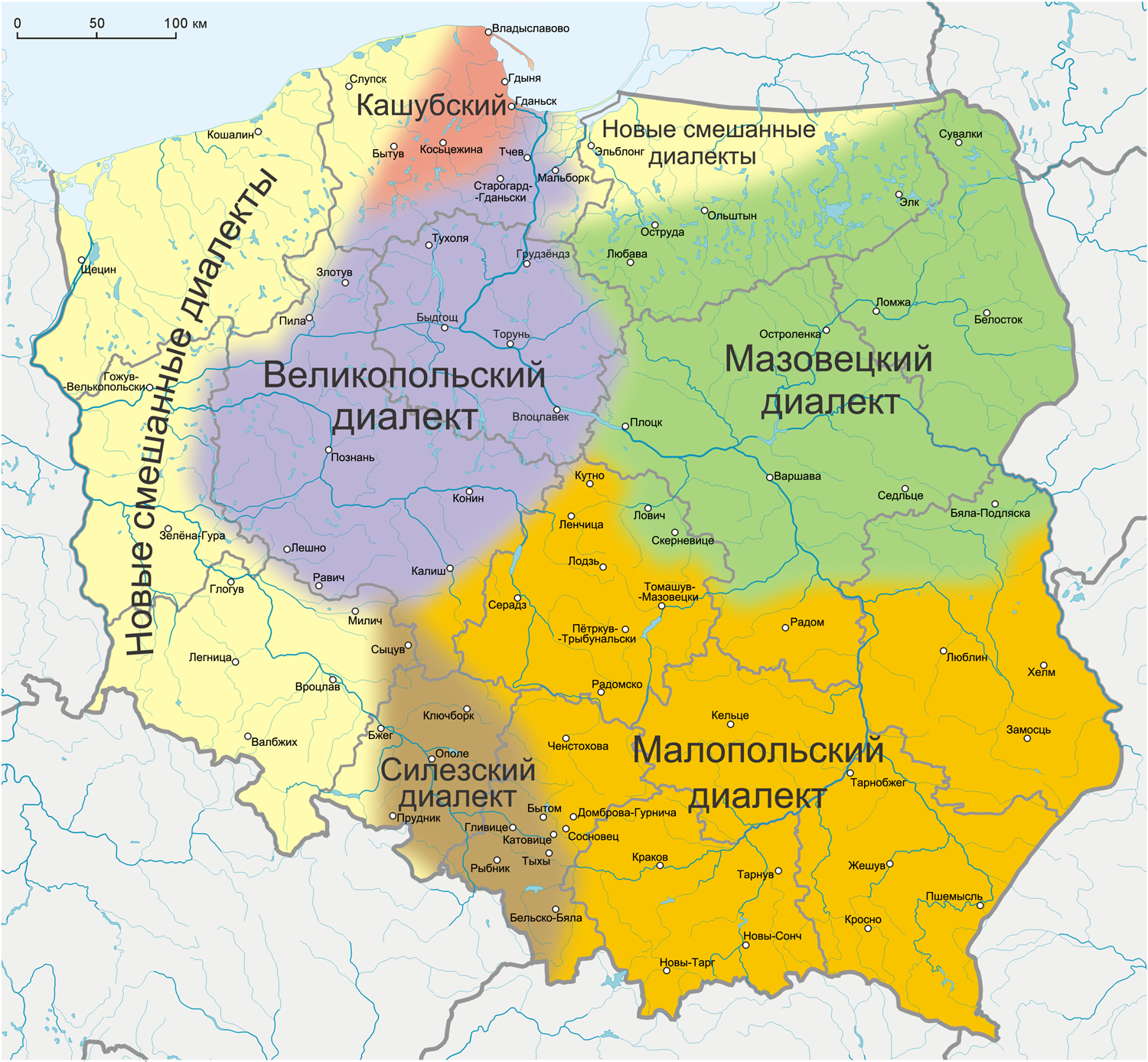
Малопольский диалект на карте диалектов польского языка, составленной на основе карты С. Урбанчика с изменениями и дополнениями

Малопо́льский диале́кт (малопо́льское наре́чие) (пол. dialekt małopolski, narzecze małopolskie) — один из основных территориальных польских диалектов наряду с великопольским, силезским и мазовецким, распространённый в юго-восточных и центральных районах Польши: главным образом в Малопольском, Подкарпатском, Свентокшиском, Лодзинском и Люблинском воеводствах.
Малопольский диалект сформировался на основе племенного диалекта вислян на территории Малой Польши (Малопольши) в верхнем течении реки Вислы с центром в Кракове, распространившись позднее на территорию, включающую районы Лодзи, Люблина, Радома на севере, выходя за границы Словакии в районе Оравы, на юге.
Малопольский диалект наряду с великопольским сыграл ведущую роль в формировании литературного польского языка.

## Общие сведения
Малопольский диалект вместе с великопольским и силезским диалектами генетически принадлежит к польскому языковому единству, противопоставляемому в некоторой степени обособленному от них мазовецкому диалекту. При этом диалектные различия на территории Польши являются в целом незначительными и не препятствуют взаимопониманию малопольского как с великопольским и силезским, так и с мазовецким диалектом.
Малопольский диалект вследствие миграций его носителей на восток в некоторой степени оказал влияние на формирование южных периферийных говоров, распространённых главным образом на территории Украины.
Ряд языковых особенностей малопольского диалекта вошёл в польский литературный язык. Первоначально формировавшийся на великопольской основе, литературный язык постепенно перешёл в сферу влияния малопольского диалекта после перенесения польской столицы в Краков в XIV веке. С середины XVI века влияние малопольского диалекта на развитие и формирование польского языка значительно возросло, но хотя с конца XVI — начала XVII веков оно и ослабевает после перемещения центра польского государства на территорию Мазовии, литературный язык уже обладает к тому времени достаточно длительной традицией и в дальнейшем остаётся относительно стабильным.
Как и другие польские диалекты (за исключением в некотором отношении силезского) малопольский диалект употребляется жителями сельской местности старшего поколения только в быту, постепенно уступая место как языку повседневного общения польскому литературному. Кроме того говоры малопольского диалекта находятся в настоящее время под сильным воздействием литературного языка (так, под его влиянием из речи носителей диалектов активно вытесняется мазурение). Тем не менее положение различных малопольских говоров неодинаково. Так, подгальские говоры выделяются среди других тем, что на них существует своя литература. Подгальские диалектизмы встречаются, например, в текстах песен группы «Zakopower», исполняющей современную музыку.

## Вопросы классификации

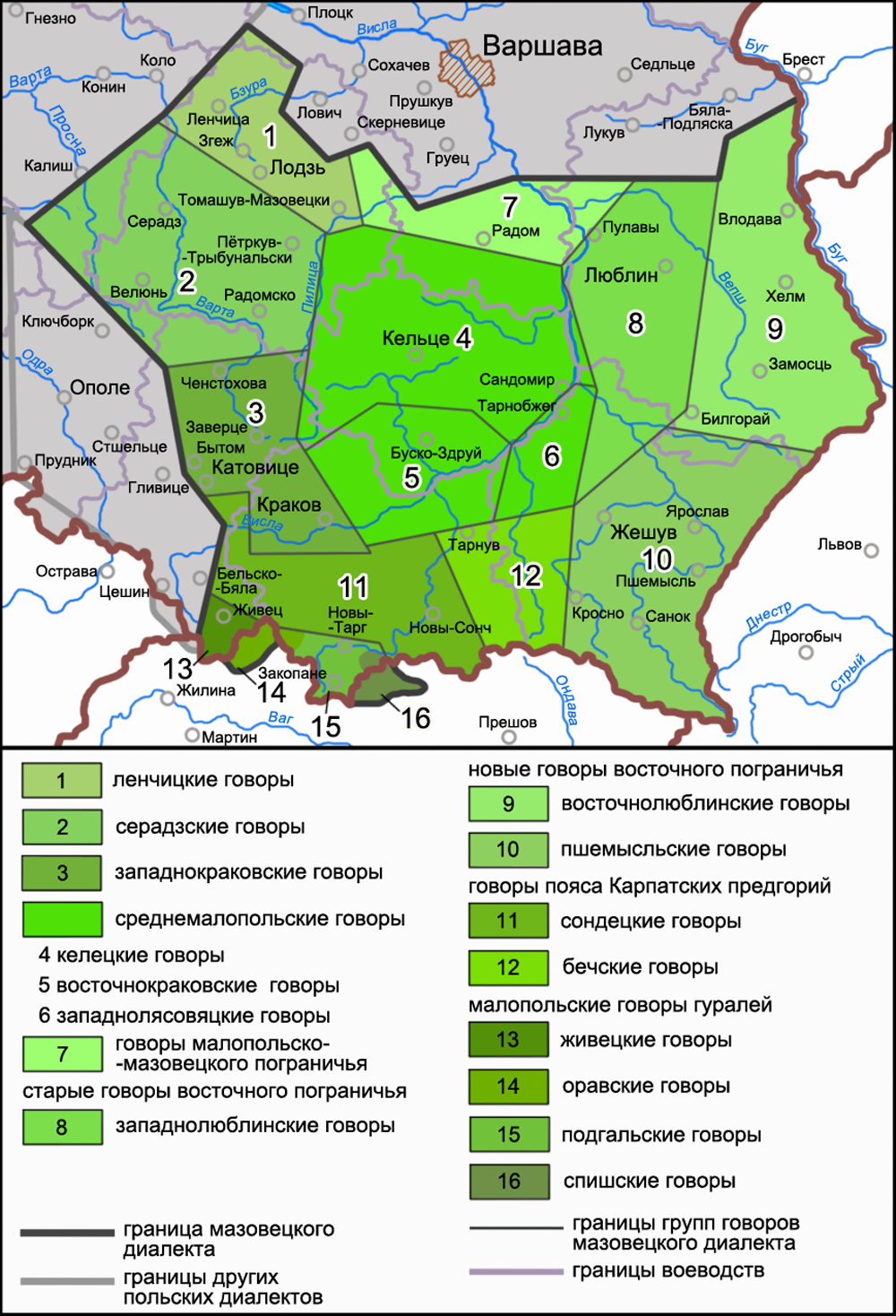
Группы говоров в составе малопольского диалекта

Один из первых вариантов диалектного членения малопольских говоров был предложен К. Ничем.
На основе двух изофон, изменения х (ch) в конце слова в k или f и утраты ринезма в носовых гласных, он разделил территорию малопольского диалекта на пять зон:
1. Юго-западная (Прикарпатье и районы Кракова)
2. Северо-западная (районы Серадза и Ленчицы)
3. Центрально-северная (келецко-сандомерские говоры)
4. Старовосточная (правый берег Вислы в её среднем течении)
5. Нововосточная (кресовые говоры на крайнем юго-востоке Польши и на Украине)

Во многом на классификации К. Нича базируется диалектное членение малопольских говоров, предложенное С. Урбанчиком. Согласно составленной им диалектологической карте польского языка в состав малопольского диалекта включают следующие группы говоров:
- Ленчицко-серадзские говоры
  - Ленчицкие говоры
  - Серадзские говоры
- Среднемалопольские говоры
  - Келецко-сандомерские говоры
  - Лясовяцкие говоры
  - Восточнокраковские говоры
- Старопограничные восточные говоры (западные люблинские говоры)
- Новопограничные восточные говоры
  - Восточные люблинские говоры
  - Пшемысльские говоры
- Прикарпатские малопольские говоры
  - Бецкие говоры
  - Сондецкие говоры
- Малопольские гуральские говоры
  - Подгальские говоры
  - Спишские говоры
  - Живецкие говоры
  - Оравские говоры
  - Загужанские говоры
- Краковские говоры
- Малопольско-мазовецкие переходные говоры

## Особенности диалекта
Для говоров малопольского диалекта характерно распространение следующих диалектных черт:
1. Парокситоническое ударение, на предпоследнем слоге, как и в польском литературном языке и остальных польских диалектах. Исключение составляют гуральские говоры в Карпатах, где сохранилось архаическое инициальное ударение, на первом слоге.
2. Монофтонги на месте этимологически долгих гласных.
3. Большое разнообразие в произношении исторических носовых гласных вплоть до полной утраты назализации в келецко-сандомерских говорах.
4. Наличие мазурения.
5. Звонкий тип сандхи.
6. Произношение f в сочетаниях sf, kf и tf как и в мазовецком и силезском диалектах. В великопольском — звонкий v (sv, kv, tv).
7. Переход k в ch или f на конце слова.
8. Синхронный тип произношения мягкого ряда губных.
9. Переход ř в rz (ž, š), как и в польском литературном языке и остальных диалектах.
10. Переход ł в ṷ как и в польском литературном языке и остальных диалектах (кроме некоторых силезских говоров со среднеевропейским l и периферийных говоров в основном за пределами Польши с l и l’).
11. Наличие в 1-м лице мн. числа глаголов флексии -wa наряду с -my, -ma, -me во всех временах в индикативе и императиве.
12. Наличие во 2-м лице мн. числа глаголов окончания -ta в индикативе и императиве.
13. Словообразовательный тип с -ę: cielę (польск. литер. cielę, рус. телёнок)
14. Различение формы dwa для мужского и среднего рода: dwa okna (польск. литер. dwa okna, рус. два окна) и формы dwie для женского рода: dwie żony (польск. литер. dwie żony, рус. две жены) и т. п.
15. Неразличение личных и неличных форм в большей части говоров.